# Liste der amtierenden deutschen Landessozialminister
Landessozialminister leiten das das Sozialwesen betreffende Landesministerium.
Momentan bekleiden 16 Personen das Amt eines Landessozialministers, davon sind zwölf Frauen und vier Männer. Elf Amtsinhaber gehören der SPD sowie je zwei den Unionsparteien (CDU/CSU) und den Grünen an. Eine Amtsinhaberin ist parteilos auf Vorschlag des BSW.
Die längste Amtszeit der gegenwärtigen Landessozialminister hat Petra Grimm-Benne (SPD, Sachsen-Anhalt seit 2016).
| Land                   | Name                 | Amtsantritt       | Regierung                            | Partei | Partei                        | Bild |
| ---------------------- | -------------------- | ----------------- | ------------------------------------ | ------ | ----------------------------- | ---- |
| Baden-Württemberg      | Manfred Lucha        | 12. Mai 2016      | Kretschmann II Kretschmann III       |        | Grüne                         |      |
| Bayern                 | Ulrike Scharf        | 23. Februar 2022  | Söder II Söder III                   |        | CSU                           |      |
| Berlin                 | Cansel Kiziltepe     | 27. April 2023    | Wegner                               |        | SPD                           |      |
| Brandenburg            | Britta Müller        | 11. Dezember 2024 | Woidke IV                            |        | parteilos (vom BSW nominiert) |      |
| Bremen                 | Claudia Schilling    | 5. Juli 2023      | Bovenschulte II                      |        | SPD                           |      |
| Hamburg                | Melanie Schlotzhauer | 15. Dezember 2022 | Tschentscher II Tschentscher III     | SPD    |                               |      |
| Hessen                 | Heike Hofmann        | 18. Januar 2024   | Rhein II                             | SPD    |                               |      |
| Mecklenburg-Vorpommern | Stefanie Drese       | 1. November 2016  | Sellering III Schwesig I Schwesig II | SPD    |                               |      |
| Niedersachsen          | Andreas Philippi     | 25. Januar 2023   | Weil III Lies                        | SPD    |                               |      |
| Nordrhein-Westfalen    | Karl-Josef Laumann   | 30. Juni 2017     | Laschet Wüst I Wüst II               |        | CDU                           |      |
| Rheinland-Pfalz        | Dörte Schall         | 10. Juli 2024     | Schweitzer                           |        | SPD                           |      |
| Saarland               | Magnus Jung          | 26. April 2022    | Rehlinger                            | SPD    |                               |      |
| Sachsen                | Petra Köpping        | 20. Dezember 2019 | Kretschmer II Kretschmer III         | SPD    |                               |      |
| Sachsen-Anhalt         | Petra Grimm-Benne    | 25. April 2016    | Haseloff II Haseloff III             | SPD    |                               |      |
| Schleswig-Holstein     | Aminata Touré        | 29. Juni 2022     | Günther II                           |        | Grüne                         |      |
| Thüringen              | Katharina Schenk     | 13. Dezember 2024 | Voigt                                |        | SPD                           |      |

## Erläuterungen
1. ↑  In den Bundesländern Berlin, Hamburg und Bremen heißt die Regierung  „Senat“, in Bayern und Sachsen „Staatsregierung“, in Rheinland-Pfalz „Ministerrat“ und in den restlichen Bundesländern „Landesregierung“.